# Producent (organisme)
 For alternative betydninger, se Producent. (Se også artikler, som begynder med Producent)
I økologiske sammenhænge taler man om producenter, som er de organismer, der frembringer deres egen føde, og som selv kan blive til føde for andre. De skaber føden ved hjælp af energi, de henter udefra. Det er som regel de grønne planter, man mener, men der kan også være tale om cyanobakterier eller om bakterier med kemosyntese.
Betegnelsen står over for konsument og destruent.